# Петерсен, Фредерик
Фредерик Каструд Петерсен (норв. Frederik Kastrud Petersen; 9 ноября 1759, Рингебу, Норвегия — 22 августа 1825, Драммен, Норвегия) — норвежский художник-портретист.

## Биография
Фредерик Петерсен родился 9 ноября 1759 года в Рингебу в Оппланне (ныне Иннландет). Его отец, Петер Каструд, был резчиком по дереву и художником, работавшим в технике росписи розами из Фоберга. Он получил своё первое художественное образование, работая с отцом в Гудбраннсдалене и Эстердалене, также он изучал декоративную и фигурную живопись. В 1788 году при финансовой поддержке Бернта Анкера он смог поехать в Копенгаген учиться у Енса Юля в Датской королевской академии изящных искусств. После завершения обучения вернулся в Норвегию, хотя Юль советовал ему уехать за границу. Он продолжил работать со своим отцом, но начал копировал работы старых мастеров и часто останавливался в Христиании (ныне Осло).
В 1792 году женился на Сири Ольсдаттер Бирке. Их сын, Питер, также стал художником-портретистом.
В 1799 году он поселился в Тёнсберге, где в 1803 году принял гражданство[прояснить]. Кроме масляной жипописи, он выполнял большую часть того, что сейчас назвали бы «ремесленной» работой, поскольку концепция художника на тот момент ещё не утвердилась в Норвегии. Однако его социальный статус, должно быть, был высоким, так как он был одним из граждан, участвовавших в выборе местного представителя для участия в Норвежском Учредительном собрании 1814 года.
В 1816 году он переехал в район Драммена Стрёмсе. Там он создавал алтарные изображения для церкви Сёр-Фрон и цервки Сандар в Саннефьорде, а также рисовал пейзажи. Помимо этого он успел сделать четыре портрета, которые сейчас принадлежат Норвежской национальной галерее. Фредерик умер в Драммене в 1825 году.

## Галерея

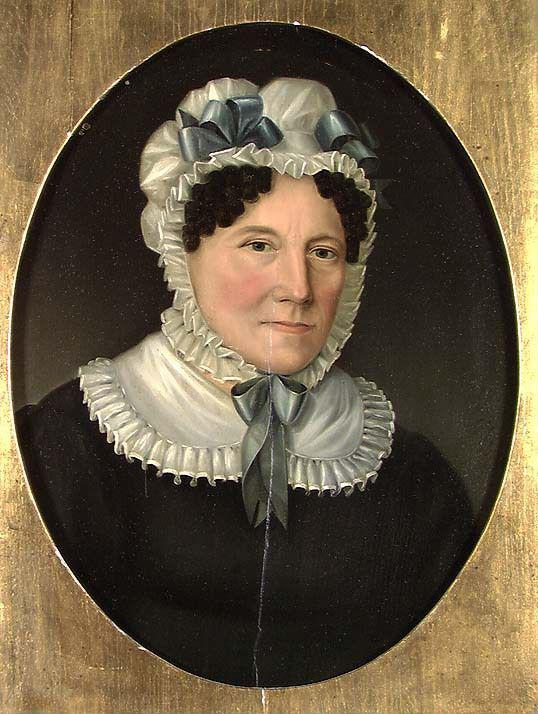
Портрет жены (1815—1820)
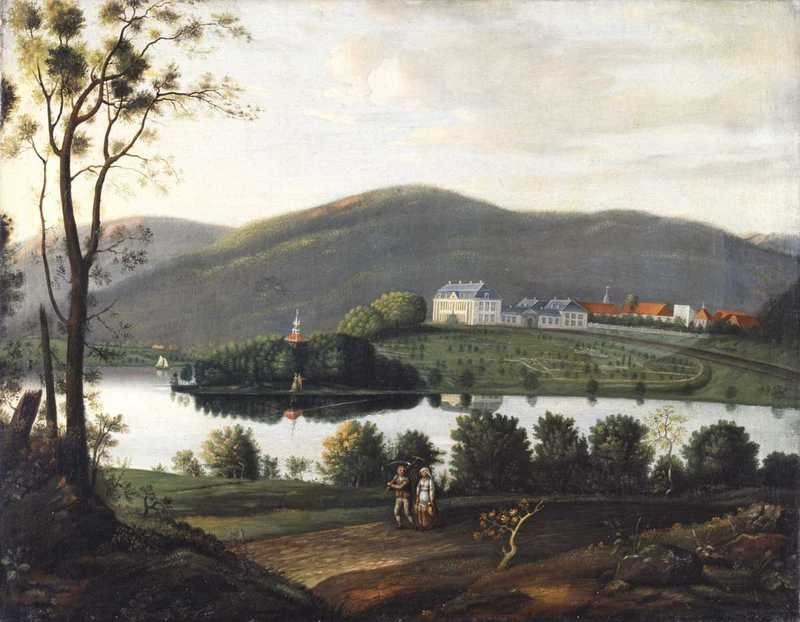
Усадьба Богстад (ок. 1800)
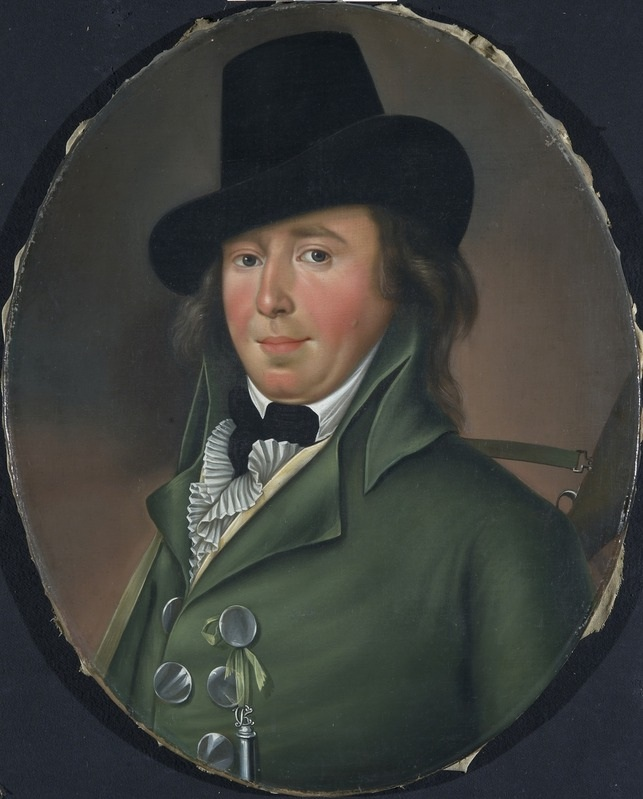
Портрет торговца Питера Коллетта (1757—1792)
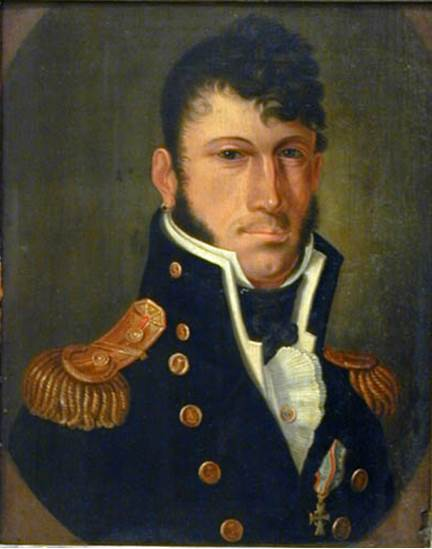
Портрет капитана Кристена Фредерика Клинка (1810)
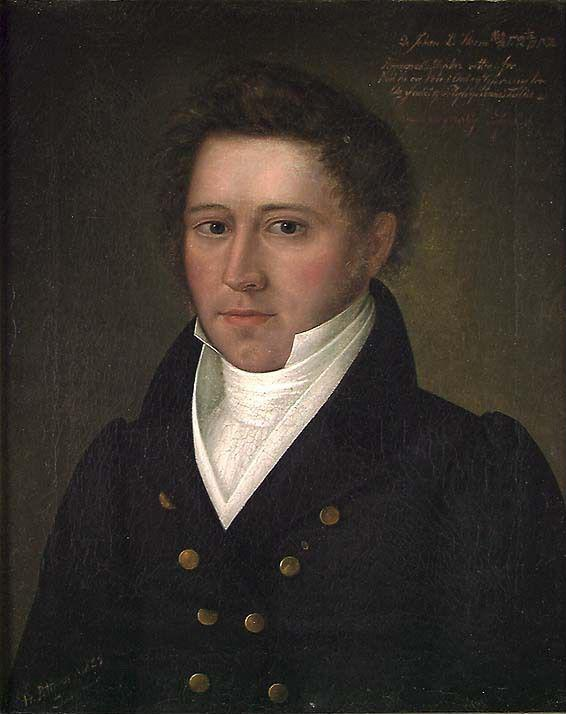
Портрет Доктора Йохана Л. Шторма (1825)
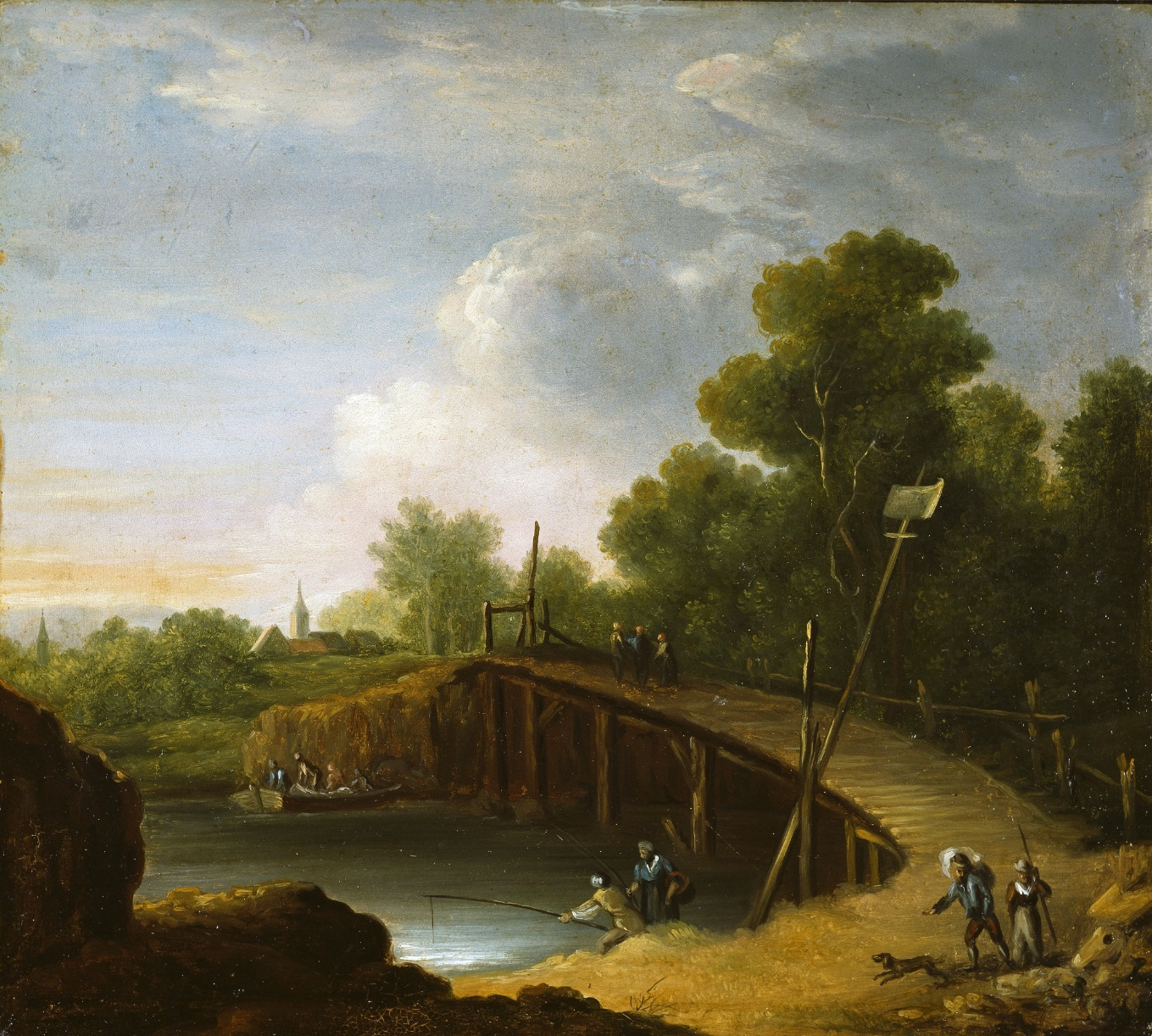
Пейзаж с мостом (конец XVIII века)